# Erioptera alta
Erioptera alta är en tvåvingeart som beskrevs av Alexander 1932. Erioptera alta ingår i släktet Erioptera och familjen småharkrankar. Inga underarter finns listade i Catalogue of Life.